# Hodinová věž

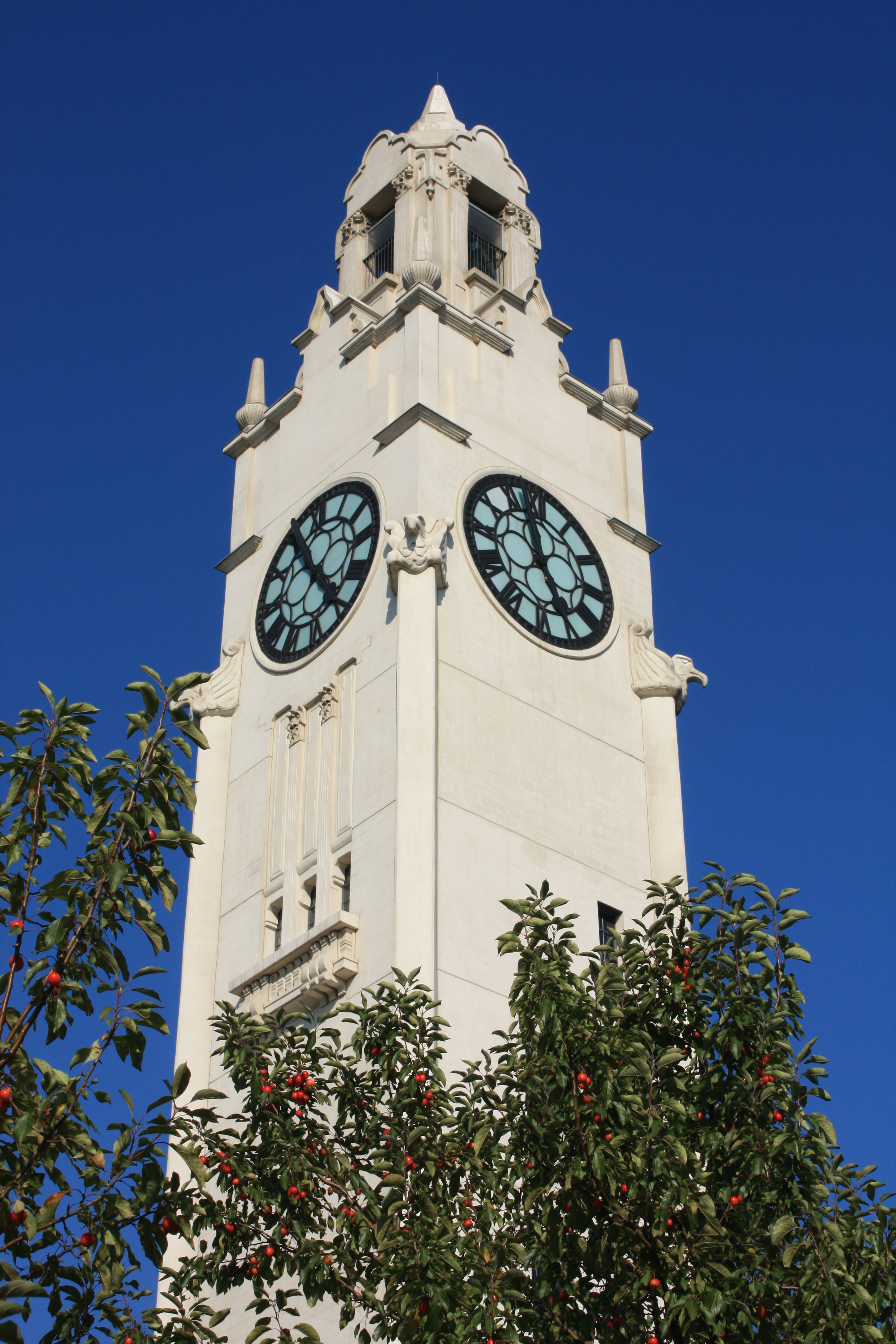
Typická hodinová věž v Montrealu

Hodinová věž je věž, na které jsou umístěné hodiny. Velikostí a ostatními technickými parametry musí hodiny vyhovovat dané věži. Čas se často ukazuje na více cifernících viditelných z různých stran. Věž může být samostatná stavba nebo může být součástí jiné budovy, nejčastěji kostela nebo radnice.

## Významné hodinové věže
- Věž větrů v Athénách – se slunečními a vodními hodinami
- Zytglogge – Bern, Švýcarsko, charakteristická památka s orlojem, původně z 13. století
- Věž Staroměstské radnice s orlojem v Praze (14. století)
- Věž kostela sv. Martina v Landshutu, Německo – z r. 1407, nejvyšší cihlová věž (130 m)[1]
- Hodinová věž (Torre del'Orloggio) na Náměstí sv. Marka (Benátky, Itálie) – věž s orlojem tvoří střed této budovy (konec 15. století)
- Big Ben nad Temží při Westminsterském paláci v Londýně, jeden ze symbolů města
- Věž v komplexu Abrádž Al-Bajt – Mekka, Saúdská Arábie, největší na světě[2]: výška 601 m, průměr ciferníku 43 m